# Ewa
Ewa je okrug u otočnoj državi Nauru, na sjeveru otoka. Ovdje se nalazi najsjevernija točka otoka Rt Anna. Graniči s okruzima Baiti na zapadu, Anetan na istoku i Anabar na jugu. Dio je izbornog okruga Anetan.
Friedrich Gründl, prvi katolički svećenik na Nauruu je na području današnjeg okruga, u Arubu 1902. godine, dao izgraditi katoličku osnovnu školu i katoličku crkvu. Danas je ova osnovna škola najveća privatna škola u Nauruu pod imenom Kayser College. U ovom okrugu nalazi se i sjedište najvećeg nauruskog privatnog poduzeća, Capelle & Partner.